# Ysabell
Ysabell es un personaje ficticio que aparece en algunas novelas de Mundodisco, obra del autor inglés Terry Pratchett.
Ysabel, es la hija adoptiva de La Muerte; su primera aparición fue en el libro La luz fantástica, como personaje menor; posteriormente aparece nuevamente y con mayor importancia en Mort, donde se casa con el aprendiz de la muerte y se convierte en duquesa de Sto Helit.

## Descripción
Es una joven de dieciséis años, cabello blanco, ojos plateados, un gran busto y sobrepeso a causa de su afición por el chocolate.
Se convierte en la hija de la muerte cuando, siendo un bebé, es víctima de un naufragio y La Muerte al encontrarla, en vez de disponer de ella o abandonarla, prefirió adoptarla y criarla como parte de su eterna búsqueda para experimentar y comprender sensaciones humanas.
Como en el reino de la muerte no existe el tiempo, su "padre" escogió la edad que tendría, ya que según su criterio, siendo adolescente sería más razonable, manejable y obediente (lo que, según el autor, demuestra que hasta un eterno puede cometer idioteces).
Por crecer sola en este universo, sin más compañía o diversión se hizo fanática de las novelas de romance y de los dulces, siendo una suerte parodia de las frágiles damiselas en espera de ser cortejada por un caballero. Más adelante se casaría con Mortimer (Mort), el ayudante de su padre, y tendrían como hija a Susan, quien heredará de su abuelo materno algo más que la costumbre de vestirse de negro.

## Destino
En Soul Music, se revela que años antes de comenzar la historia ella y Mort fallecieron en un accidente al despeñarse por un acantilado. Muerte, en esta historia, comentaría a Susan que poco antes había advertido a la pareja sobre su destino, ofreciendo alternativas para evitar su fallecimiento; pero ellos, comprendiendo las consecuencias de tal decisión, prefirieron aferrarse a su naturaleza humana y esperar su muerte destinada.
- Datos: Q6170424